# Alioune
Alioune ist ein im westafrikanischen Senegal gebräuchlicher Vorname, der möglicherweise von dem arabischen Namen Ali abgeleitet wurde.

## Namensträger
- Alioune Badara Bèye (1945–2024), senegalesischer Beamter, Romancier, Dramatiker, Dichter und Verleger
- Alioune Badara Mbengue (1924–1992), senegalesischer Politiker, Minister und Botschafter
- Alioune Sall (Jurist) (* 1962), senegalesischer Jurist
- Papa Alioune Ndiaye (* 1990), senegalesischer Fußballspieler